# Catharose de Petri

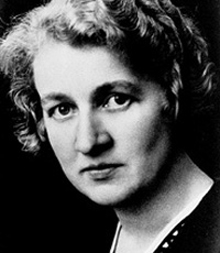
Catharose de Petri

Catharose de Petri (Pseudonym für Henny Stok-Huyser; * 1902; † 1990) war eine niederländische Autorin einiger Schriften des Lectorium Rosicrucianum (LR), dem sie seit 1935 als Mitglied angehörte. Nach dem Zweiten Weltkrieg wurde sie von dem Volksschullehrer Antonin Gadal zur Archidiakonesse des LR ernannt, dessen stellvertretende Großmeisterin sie später wurde.

## Leben
Stok-Huizers Pseudonym Catharose de Petri, wurde innerhalb der Organisation akzeptiert und kombiniert Katharer (Catha), Rosenkreuzer (Rose) und den Stein (Petri).
Catharose de Petri umgab sich in der Hierarchie des Lectorium Rosicrucianum (LR) mit dem Nimbus, eine freiwillig inkarnierte abgesandte Botin der „Bruderschaft von Shamballa“ zu sein. Shamballa wird gemäß der Doktrin des LR in der Wüste Gobi lokalisiert.
Am 17. Oktober 1965 hatte Jan van Rijckenborgh seinen Sohn, Henk Leene, zu seinem Nachfolger als Großmeister des LR bestimmt. Seine engste Mitarbeiterin, Catharose de Petri, und die Spirituelle Leitung des LR wollten diese Entscheidung jedoch zunächst nicht anerkennen, weshalb es in der Führung zu jahrelangen Streitereien kam. Rijckenborgh beharrte bis zu seinem Tod darauf, dass es keine „Großmeisterin“ im LR geben wird, und bestand darauf, seinen Sohn als „Großmeister“ einzusetzen, weil dies der Wunsch der unsichtbaren „Bruderschaft“ sei. Daraufhin begann ein jahrelanger Machtkampf, weshalb Rijckenborgh resigniert resümierte, dass seine Arbeit wohl umsonst gewesen sei. Nach dem Tod Rijckenborghs am 17. Juli 1968, traten zunächst sein Sohn Henk, dann seine Tochter Els Hamelink-Leene seine Nachfolge an. In der Folgezeit setzte sich de Petri als Großmeisterin innerhalb des LR durch, wobei dieser Titel für sie zunächst umstritten war, weil Antonin Gadal sie seinerzeit nur als Mitarbeiterin (Archidiakonesse) bezeichnet hatte, und nur Rijckenborgh von Gadal den Großmeistertitel verliehen bekommen hatte.

## Werke
Nach dem Zweiten Weltkrieg veröffentlichte sie mehrere Schriften des Lectorium Rosicrucianum, die viele gnostische und neugnostische Anspielungen enthalten. Horst E. Miers, der Autor des Lexikon des Geheimwissens, hat beobachtet, dass bei etlichen Büchern Rijckenborghs erst in den Neuauflagen nach dessen Tod Catharose de Petri als Mitautorin erscheint.

## Publikationen (Auswahl der auf Deutsch erschienenen Werke)
- Transfiguration
- Das Siegel der Erneuerung
- Sieben Stimmen sprechen
- Das goldene Rosenkreuz
- Das lebende Wort
- Reveille!
- Die Apokalypse der neuen Zeit

Gemeinsam mit Jan van Rijckenborgh:
- Die Bruderschaft von Shamballa
- Der universelle Pfad
- Die große Umwälzung
- Die universelle Gnosis
- Die chinesische Gnosis (Kommentar zum Tao Te King)
- Das Lichtkleid des neuen Menschen